# Mutter, der Mann mit dem Koks ist da
Mutter, der Mann mit dem Koks ist da ist der Titel eines Berliner Gassenhauers aus dem ausgehenden 19. Jahrhundert, als noch Kohlenhändler die ofenbeheizten Haushalte einzeln gegen Barzahlung belieferten.

## Herkunft und Geschichte
Die Melodie wurde von dem „Carlotta-Walzer“ Heiraten, heiraten, das ist schön aus der Operette Gasparone (1884) von Carl Millöcker übernommen. 1886 wurde im Luisenstädtischen Theater in Berlin die Gesangsposse Der Mann mit dem Coaks oder Das weinende Berlin von Wilhelm Dalatkiewicz und Otto Mylius (1840–1906) aufgeführt. In einem Briefwechsel von 1886 gab Theodor Fontane an, Otto Mylius habe aufgrund einer Eingabe seiner Tochter Agnes von der Deutschen Schillerstiftung für den Text eine finanzielle Unterstützung von fünfzig Mark erhalten. Ob Mylius tatsächlich der Autor des Couplet-Textes war, scheint nicht mehr mit Sicherheit feststellbar zu sein, da das Lied wohl schon kurz vor der Premiere der Gesangsposse verbreitet war. Der Schlager war so populär, dass aus dieser Zeit sogar eine Übersetzung ins Pennäler-Latein stammt (O mater, homo cum coaks adest!).
Am Sonntag, den 26. Januar 1896 veröffentlichte das Grazer Tagblatt eine Liste aus der Modernen Kunst, laut der Mutter, der Mann mit dem Koks ist da als beliebteste „Tanzweise“ des Jahres 1884 galt.
1982 wurde das Lied von Lilli Berlin gecovert als B-Seite der 12" Version der Single Ostberlin-Wahnsinn.
1996 wurde ein auf dem Küchenlied basierendes Lied von dem österreichischen Musiker Falco ebenfalls unter dem Titel Mutter, der Mann mit dem Koks ist da veröffentlicht, das mit dem Küchenlied allerdings lediglich den Text des Refrains gemein hat.

## Text des Lieds
Mutter, der Mann mit dem Koks ist da.

Junge, halts Maul, ich weiß es ja.

Hab ich denn Geld? Hast du denn Geld?

Wer hat denn den Mann mit dem Koks bestellt?

Ach lieber Koksmann, ich habe kein Moos!

Aber Madameken, det kost’t ja blos

’ne halbe Mark.

So’n bischen Quark

Hab’n sie nich,

Det find ich stark.

Thun sie denn nicht borgen?

Ne, borgen macht Sorgen.

Borgen kann ich nich,

Thu ich nich, will ich nich,

Borgen is mir ganz fürchterlich.
Andere Fassung:
Mutter, der Mann mit dem Koks ist da

Junge, halts Maul, ich weiß es ja.

Hast du denn Jeld? Ich hab keen Jeld.

Wer hat denn den Mann mit dem Koks bestellt?
Weitere Fassung:
Mutter, der Mann mit dem Koks ist da

Sei doch man ruhig, det weeß ick ja.

Haste keen Jeld? Nee, ick hab keen Jeld.

Wer hat denn den Mann mit dem Koks bestellt?